# إيفان أوين
إيفان أوين هو محرك دمى روسي، ولد في 19 أغسطس 1927 في جنوب لندن في المملكة المتحدة، وتوفي في 17 أكتوبر 2000 في بليموث في المملكة المتحدة.

## روابط خارجية
- إيفان أوين على موقع IMDb (الإنجليزية)